# Dionysia lindbergii
Dionysia lindbergii är en viveväxtart som beskrevs av Per Wendelbo. Dionysia lindbergii ingår i dionysosvivesläktet som ingår i familjen viveväxter. Inga underarter finns listade i Catalogue of Life.